# Macrobracon flavonotum
Macrobracon flavonotum är en stekelart som beskrevs av Baltazar 1963. Macrobracon flavonotum ingår i släktet Macrobracon och familjen bracksteklar. Inga underarter finns listade i Catalogue of Life.